# OnePlus 3

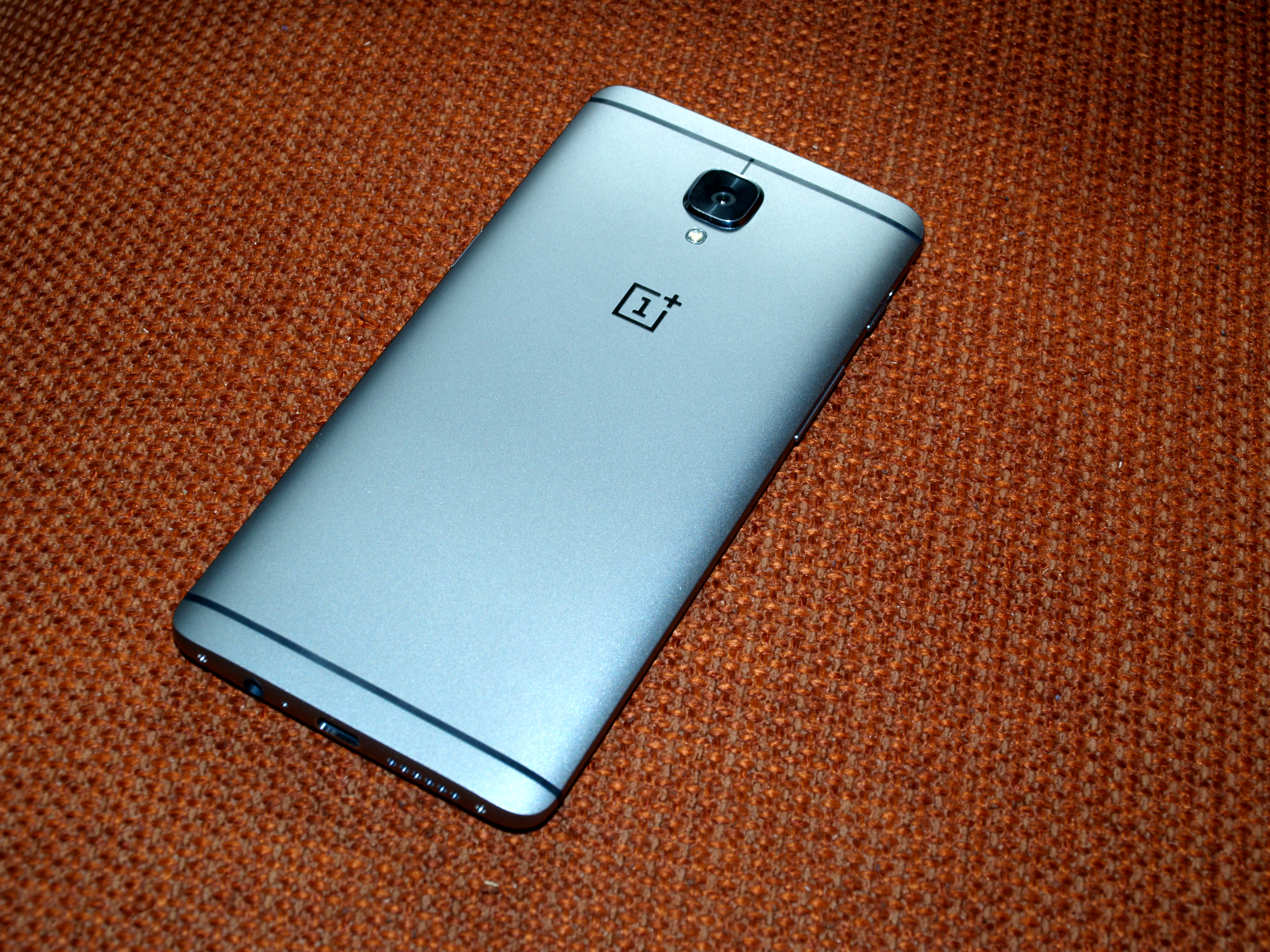
Achterkant

De OnePlus 3 is een smartphone gemaakt door de Chinese smartphonefabrikant OnePlus. De telefoon werd onthuld op 14 juni 2016 tijdens een virtualreality-evenement en OnePlus gaf 30.000 gratis virtualrealitybrillen weg om de onthulling van de telefoon mee te maken.
Voorafgaand aan de onthulling verklapte OnePlus dat de telefoon een Qualcomm Snapdragon 820-processor, 6GB-RAM-geheugen en 64GB-opslaggeheugen had. De OnePlus 3 heeft functies die niet in vorige OnePlus-smartphones waren verschenen, zoals snel kunnen laden en een NFC-chip, die ontbrak bij de OnePlus 2.

## Release
De OnePlus 3 is het eerste OnePlus-apparaat dat geen gebruik maakt van het invite-systeem, waar OnePlus bij de laatste drie apparaten gebruik van maakte om aan de hoge vraag naar telefoons te kunnen voldoen.

## Specificaties
De OnePlus 3 heeft een nieuw metalen achterkant, zoals bij de HTC M9, met geanodiseerd aluminium en afgeronde hoeken. De telefoon is beschikbaar in twee kleuren: Graphite (grijs/zwart) en Soft Gold (goud/wit).
De telefoon is een stukje kleiner dan zijn voorganger, de OnePlus 2. Hij is 2,5 mm dunner, 0,9 mm korter en 0,2 mm smaller maar is nog steeds even groot met zijn 5,5 inch- of 14cm-schermdiagonaal. Het scherm van de telefoon is nog steeds 1920 × 1080 px, net zoals bij zijn voorgangers, maar de OnePlus 3 is de eerste met een AMOLED-scherm.
De OnePlus 3 is ook de eerste OnePlus-telefoon met alleen een 64GB-variant te koop. Het geheugen valt net zomin als bij zijn voorgangers uit te breiden. De OnePlus 3 heeft een dualsimgleuf.
De camera aan de achterkant is een 16 megapixel f/2.0 Sony IMX 298-sensor, met optische beeldstabilisatie en elektronische beeldstabilisatie. De telefoon kan 4K-video's maken met 30 bps en slowmotionvideo's met 120 bps. De camera aan de voorkant is een 8 megapixel f/2.0 Sony IMX179-sensor met waarmee 1080p-video's met 30 bps kunnen worden gemaakt.
Een nieuwe functie voor de OnePlus 3 is Dash Charging. Het is een aangepaste versie van Oppo's VOOC charging. Volgens OnePlus kan de OnePlus 3 binnen een half uur minimaal 60% van zijn accu laden.
Verder heeft de OnePlus 3 een vingerafdrukscanner en een Alert Slider, welke ook al toegevoegd was aan de OnePlus 2 en OnePlus X.